# Femsjö distrikt
Femsjö distrikt är ett distrikt i Hylte kommun och Hallands län. Distriktet ligger omkring Femsjö i västra Småland och gränsar till Halland. 

## Tidigare administrativ tillhörighet
Distriktet inrättades 2016 och utgörs av Femsjö socken i Hylte kommun.
Området motsvarar den omfattning Femsjö församling hade 1999/2000.

## Tätorter och småorter
I Femsjö distrikt finns inga tätorter eller småorter.